# Junta governativa maranhense de 1930
A Junta governativa maranhense de 1930 governou o estado do Maranhão de 8 de outubro a 14 de novembro de 1930. Era composta por:
- José Maria dos Reis Perdigão
- José Ribamar Campos
- Celso Reis de Freitas.